# Ecteinascidia krishnani
Ecteinascidia krishnani is een zakpijpensoort uit de familie van de Perophoridae. De wetenschappelijke naam van de soort is voor het eerst geldig gepubliceerd in 1985 door Renganathan & Krishnaswamy.